# La donna del mistero (film 1939)
La donna del mistero (Die Frau ohne Vergangenheit) è un film del 1939, diretto da Nunzio Malasomma.

## Trama
Nella borsetta di una giovane donna che soffre di amnesia viene trovata una pistola. Oggetto di indagine, la donna si affida alle cure di un neurologo che cerca di farle ritrovare la memoria e che la prende come assistente nel suo laboratorio dove si studia una cura per la malaria. Ben presto, però, i ricordi ritornano: lei è già sposata e la pistola era quella con cui suo marito aveva sparato a un medico per ottenere dei farmaci.

## Produzione
Il film fu prodotto dalla berlinese Euphono-Film GmbH.

## Distribuzione
In Germania, la pellicola venne distribuita a livello regionale da diverse case di distribuzione: la Märkische Film GmbH, la Südostdeutscher Filmverleih, la Panorama Film e, per la zona di Düsseldorf, dalla Willy Schneider Filmvertrieb. Il film, che aveva ottenuto il visto di censura il 7 luglio, fu presentato a Dresda il 18 luglio 1939; a Berlino, il 3 agosto dello stesso anno. Nel 1940, fu distribuito in Ungheria (13 giugno, con il titolo Az asszony és a múltja), in Svezia (2 settembre, come Kvinnan utan rykte) e Danimarca (2 dicembre, come En Kvinde glemte. Quell'anno, in ottobre, ottenne il visto di censura 31131 anche in Italia dove il film fu distribuito dalla Minerva con il titolo La donna del mistero.
In Polonia, la Film und Propagandamittel Vertriebsgesellschaft (FIP) lo distribuì con il titolo Zapomniala.